# Бомбардировка Фрайбурга 10 мая 1940
10 мая 1940 года немецкий город Фрайбург подвергся ошибочной воздушной бомбардировке со стороны авиации Люфтваффе.

## Ход событий

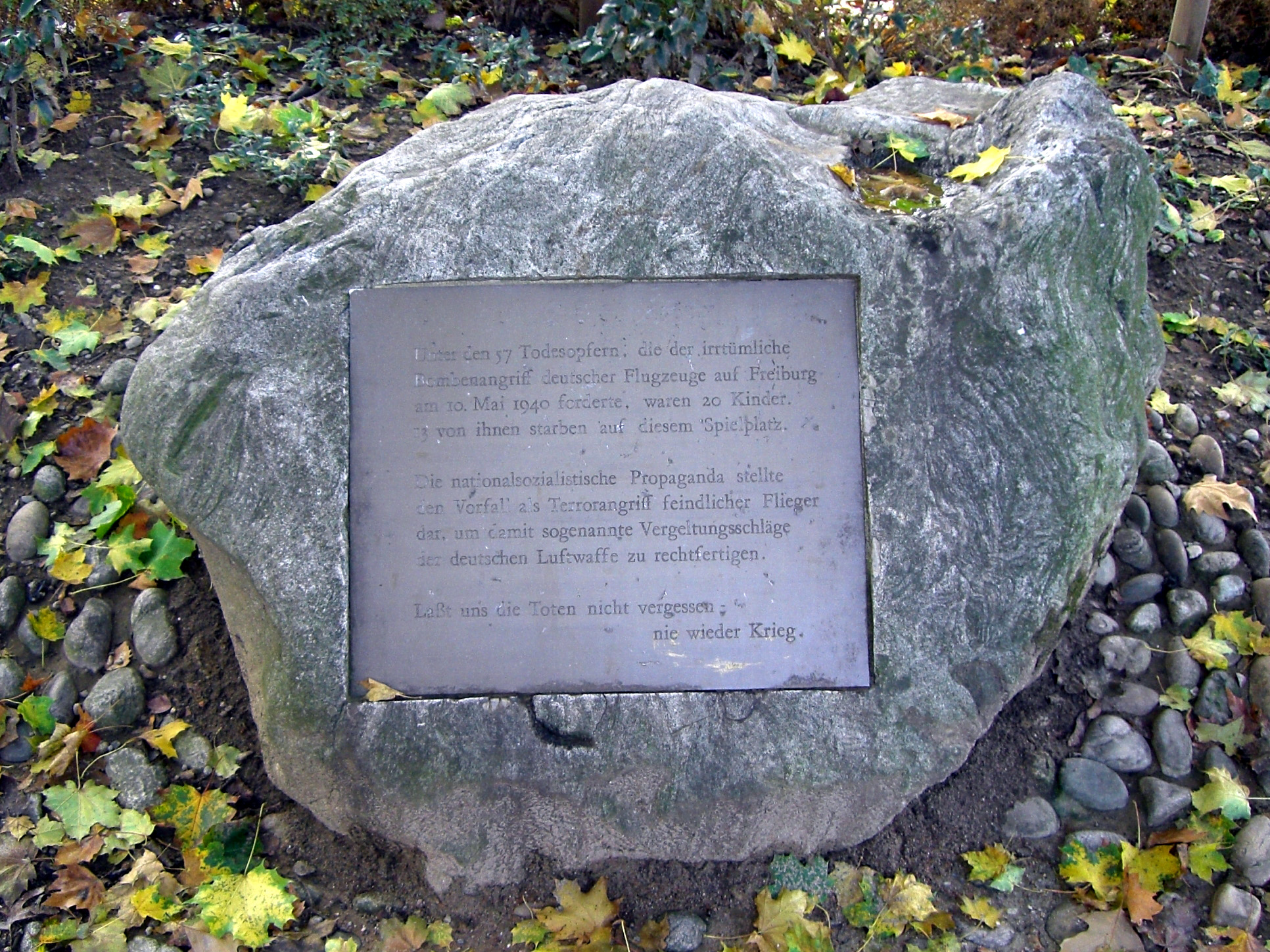
Мемориальный камень на детской площадке Хильда во Фрайбурге

10 мая 1940 года три немецких самолёта взлетели с авиабазы Ландсберг-Лех в направлении французского города Дижон. Однако во время полёта лётчики сбились с курса и достигли Фрайбурга, который они приняли за Дижон. Дозорные службы ПВО города не подняли тревоги, так как смогли идентифицировать приближающиеся самолёты как немецкие. Только после того как на город посыпались бомбы (в общей сложности упало 69 бомб), зазвучала сирена воздушной тревоги. В результате бомбардировки погибло 57 человек (в том числе 20 детей).
После того как выяснилась ошибка, немецкое командование попыталось скрыть обстоятельства инцидента. Поэтому для информации в СМИ было сообщено, что город бомбила французская авиация, которая базировалась на территории нейтральных Голландии и Бельгии.
В официальном заявлении Берлина сообщалось, что тем самым Брюссель и Амстердам нарушили соглашения о нейтралитете. В местных газетах Фрайбурга бомбардировки охарактеризовали как «подлый, трусливый воздушный налёт, нарушающий все законы международного права».
10 декабря того же года в своей речи Адольф Гитлер обвинил британцев, а именно премьер-министра Уинстона Черчилля, в проведении терактов против мирного населения Германии и в причастности к авиабомбардировке Фрайбурга.
До октября 1943 года город больше не подвергался бомбардировкам, самая массированная и разрушительная из которых (осуществлённая со стороны Королевских военно-воздушных сил Великобритании) состоялась 27 ноября 1944 года, в результате была разрушена большая часть центра города. Примечательно, что кафедральный собор (нем. Freiburger Münster) бомбардировки почти не затронули.
Уже после войны появились сведения, что ошибочный налёт на Фрайбург 10 мая 1940 года совершила 51-я бомбардировочная эскадрилья Люфтваффе (KG 51), которой руководил Йозеф Каммхубер, в дальнейшем один из командующих ВВС Федеративной Республики Германии.